# Gymnocalycium ragonesei
Gymnocalycium ragonesei là một loài thực vật có hoa trong họ Cactaceae. Loài này được A.Cast. mô tả khoa học đầu tiên năm 1950.

## Hình ảnh

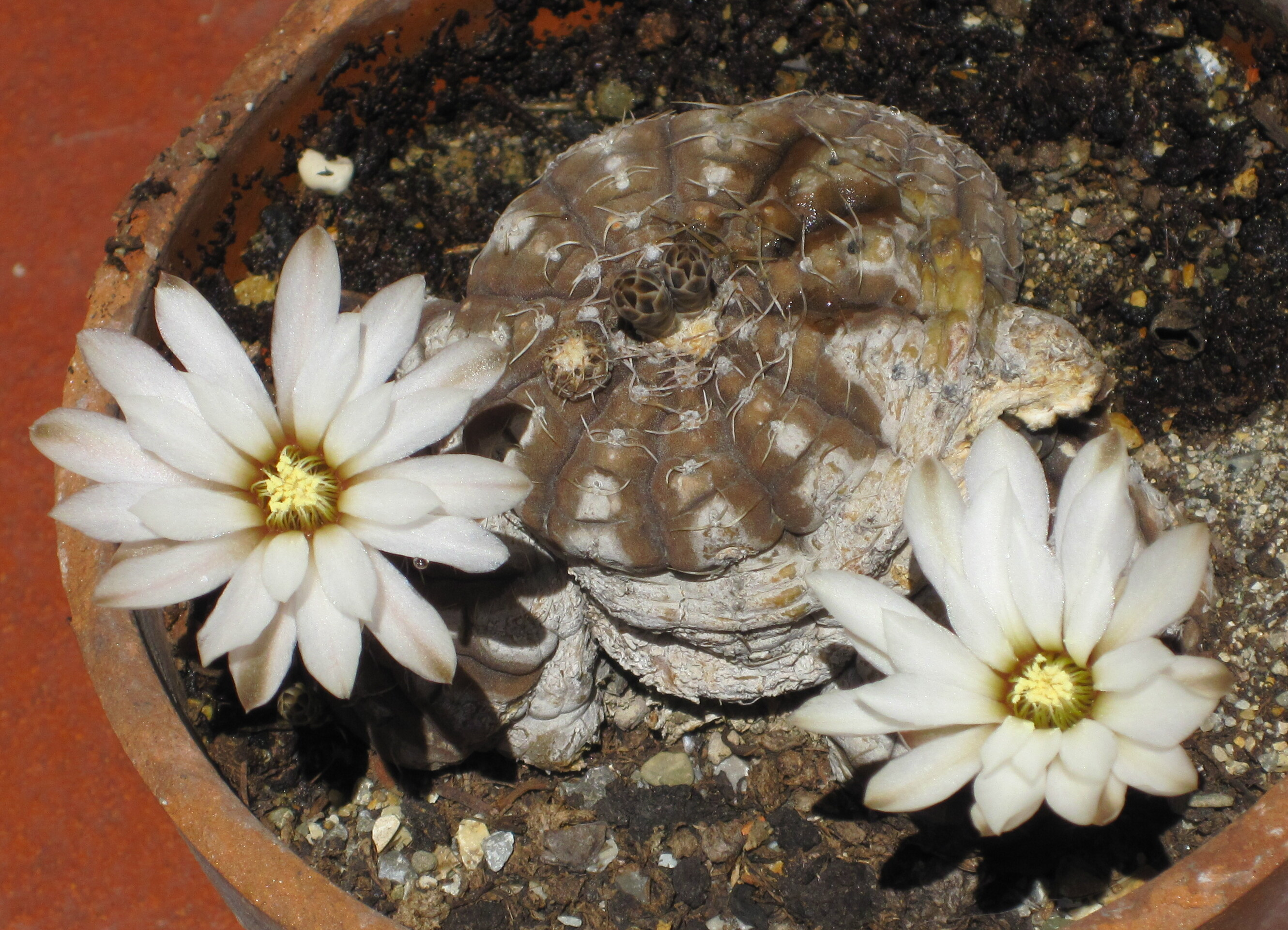
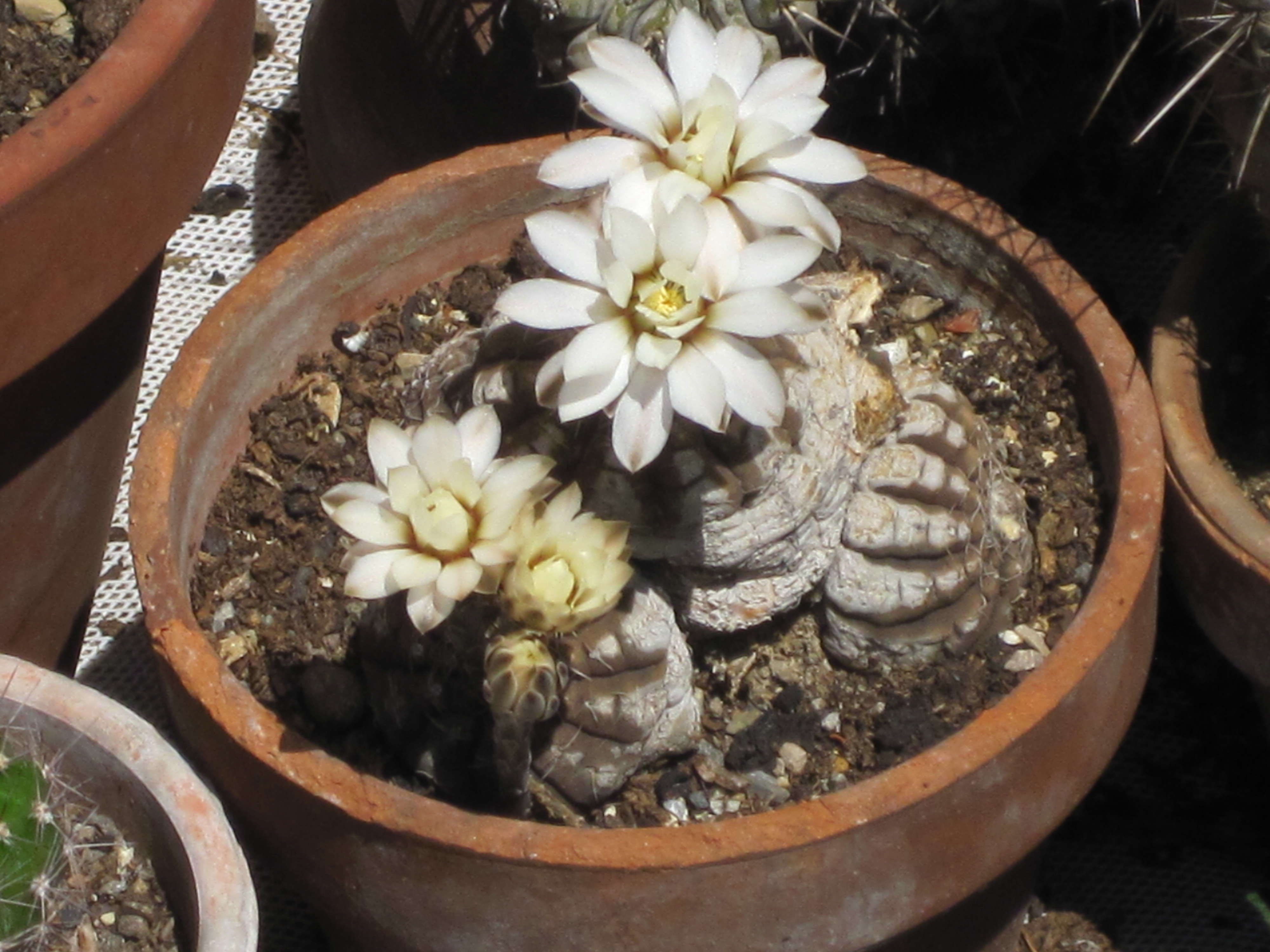